# Czas nieprzeszły
Czas nieprzeszły (ang. nonpast, stąd skrót NPST) – kategoria gramatyczna (czas gramatyczny) czasownika, wskazująca na to, że czynność dzieje się w teraźniejszości bądź przyszłości. Czas nieprzeszły jest obecny m.in. w językach germańskich , w języku japońskim i w języku walijskim. Por. np. ang.:
I hope he gets better tomorrow.
„Mam nadzieję, że jutro mu się poprawi.”
O tym, czy dana czynność ma miejsce w momencie mówienia, czy wydarzy się później, decyduje kontekst. Współcześnie wiele języków germańskich w różnym stopniu zgramatykalizowało peryfrazy służące bardziej dokładnemu wyrażaniu przyszłości. W językach romańskich podobna peryfraza zastąpiła dawny łaciński czas przyszły; została ona zgramatykalizowana na całym obszarze romańskojęzycznym poza rumuńskim, gdzie nadal do wyrażania przyszłości używa się form analitycznych.